# Elijhaa Penny
Pour les articles homonymes, voir Penny (homonymie).
(en) Statistiques sur pro-football-reference
Elijhaa « Eli » Penny (né le 17 août 1993 à Los Angeles dans l'État de la Californie aux États-Unis) est un joueur américain de football américain.
Il évolue au poste de fullback avec les franchises des Cardinals de l'Arizona et des Giants de New York en NFL entre 2016 et 2021.

## Biographie
Penny joue son football universitaire avec les Vandals de l'Idaho. Durant sa dernière année à Moscow, il court pour plus de 1000 yards et marque 12 touchdowns en plus de jouer comme returner. Son style de jeu est mis de l'avant par son entraineur Paul Petrino (en). Celui-ci met de l'avant la capacité de Penny à briser les tackles grâce à son gabarit.
À la suite de son parcours universitaire, il n'est pas repêché durant la draft de 2016 et reçoit une invitation pour participer à un mini-camp avec les Cardinals de l'Arizona. Le 9 mai 2016, il signe un contract avec les Cardinals en compagnie de Chris Hubert (en). Pour faire de la place pour ses joueurs, l'équipe relâche Jared Baker et Mike Reilly . Penny est le seul de ces joueurs à jouer dans la NFL. Il se fait remarquer durant le dernier match préparatoire du camp d'entraînement. De nouveau, c'est la puissance de ses courses qui est mis de l'avant par ses entraineurs après le match. Cependant, la présence de David Johnson, Chris Johnson, Andre Ellington (en) et Stepfan Taylor (en) avec l'équipe rend peu probable que Penny soit intégré à la formation. En effet, Penny est assigné au practice squad (en) (équipe d'entraînement) des Cardinals et ne joue pas avec l'équipe dans sa saison recrue. Après avoir joué en NFL en 2017, Derrick Coleman (en) lui est préféré l'année suivante et Penny est réassigné au practice squad. Cependant, il est signé par les Giants de New York en mi-saison.
Durant son passage à East Rutherford, Penny joue principalement comme fullback, mais contribue également sur les équipes spéciales. L'entraineur des running backs des Giants, Burton Burns (en), le décrit comme un leader avec un « talent spécial ». Son style de jeu est décrit comme atypique pour un fullback et comme plus proche d'un halfback, ce qui lui permet d'aider l'équipe par la passe et la course. À un jour de la fin de son contrat, il re-signe pour deux ans avec les Giants le 11 mars 2020.
Il annonce sa retraite le 22 novembre 2022, presque un an après son dernier match dans la ligue. En mars 2023, il est annoncé que Penny est le nouvel entraineur des Eagles de John Glenn, une high school de Norwalk, dans le même district scolaire que celui où il avait joué durant son secondaire.

## Vie personnelle
Penny est le fils de Robert et Desiree Penny. Il a quatre frères et sœurs dont Rashaad Penny, également un running back jouant dans la NFL. Il a un fils, Kurrenci. Il habite à Lake Elsinore dans une maison voisine à celle de Rashaad.